# Faccio un casino (album Coez)
| Recensione           | Giudizio |
| -------------------- | -------- |
| Deer Waves           | 7,1/10   |
| Rockol               |          |
| Rolling Stone Italia |          |

Faccio un casino è il quarto album in studio del cantante italiano Coez, pubblicato il 5 maggio 2017 dalla Undamento con la distribuzione di Sounday/Self.

## Descrizione
Composto da dodici brani, il disco è stato realizzato con la collaborazione di Sine e Niccolò Contessa de I Cani, autori di gran parte delle musiche, mentre alla produzione sono stati coinvolti anche Ceri, Frenetik & Orange3, Stabber, Squarta, Ford78 e il già citato Sine. Tra i cantanti ospiti sono presenti Gemello, Gemitaiz e Lucci.
Faccio un casino è stato anticipato da quattro singoli: l'omonimo Faccio un casino, pubblicato il 10 marzo sulle piattaforme digitali, Taciturnal e Occhiali scuri, pubblicati contemporaneamente per il download digitale il 18 aprile, e E yo mamma, uscito dieci giorni più tardi. Come quinto singolo è stato estratto La musica non c'è, la cui melodia è stata scritta da Niccolò Contessa.

## Tracce
Testi di Silvano Albanese, eccetto dove indicato.
1. Still fenomeno – 2:57 (musica: Stefano Tartaglini)
2. Ciao – 3:39 (musica: Daniele Dezi, Daniele Mungai)
3. Faccio un casino – 3:13 (musica: Niccolò Contessa)
4. E yo mamma – 3:21 (musica: Silvano Albanese, Stefano Ceri)
5. Parquet – 3:35 (musica: Alfonso Climenti)
6. La musica non c'è – 3:42 (musica: Niccolò Contessa)
7. Delusa da me – 3:17 (musica: Alfonso Climenti, Niccolò Contessa)
8. Taciturnal (feat. Gemello) – 2:54 (testo: Silvano Albanese, Andrea Ambrogio – musica: Silvano Albanese, Davide Contini)
9. Occhiali scuri (feat. Gemitaiz) – 4:08 (testo: Silvano Albanese, Davide De Luca – musica: Stefano Tartaglini)
10. Le luci della città – 2:57 (musica: Daniele Dezi, Daniele Mungai)
11. Un sorso d'ipa (feat. Lucci) – 3:30 (testo: Silvano Albanese, Raffaele Lucci – musica: Francesco Crisi)
12. Mille fogli – 3:19 (musica: Francesco Saverio Caligiuri, Gabriele Centofanti)

## Formazione
Musicisti
- Coez – voce
- Gemello – voce aggiuntiva (traccia 8)
- Gemitaiz – voce aggiuntiva (traccia 9)
- Lucci – voce aggiuntiva (traccia 11)

Produzione
- Stabber – produzione (tracce 1 e 9)
- Frenetik & Orang3 – produzione (tracce 2 e 10)
- Niccolò Contessa – produzione (tracce 3, 6 e 7)
- Ceri – produzione (traccia 4)
- Sine – produzione (traccia 5)
- Ford78 – produzione (traccia 11)
- DJ Squarta – produzione (traccia 12)

## Classifiche

### Classifiche settimanali
| Classifica (2017) | Posizione massima |
| ----------------- | ----------------- |
| Italia            | 2                 |

### Classifiche di fine anno
| Classifica (2017) | Posizione |
| ----------------- | --------- |
| Italia            | 11        |
| Classifica (2018) | Posizione |
| Italia            | 31        |
| Classifica (2019) | Posizione |
| Italia            | 57        |
| Classifica (2020) | Posizione |
| Italia            | 90        |
| Classifica (2022) | Posizione |
| Italia            | 92        |
| Classifica (2023) | Posizione |
| Italia            | 62        |
| Classifica (2024) | Posizione |
| Italia            | 50        |